# Черногория на Универсиадах
Черногория принимает участие в Универсиадах начиная с летней Универсиады 2007 года в Бангкоке. На зимних Универсиадах спортивная делегация Черногории участвует начиная с Универсиады 2011 года в Эрзуруме. До этого спортсмены Черногории выступали, начиная с первой летней Универсиады 1959 года, в командах Югославии и Сербии и Черногории.
На настоящее время спортсмены Черногории на всех Универсиадах завоевали в сумме 1 медаль, золотую, медаль завоёвана на летней Универсиаде.

## Медальный зачёт
По состоянию на настоящий момент (после летней Универсиады 2021 и зимней Универсиады 2023).

### Медали на летних Универсиадах
| Универсиады    | Золото               | Серебро              | Бронза               | Всего                | Место                |
| -------------- | -------------------- | -------------------- | -------------------- | -------------------- | -------------------- |
| 2007 Бангкок   | 1                    | 0                    | 0                    | 1                    | 45                   |
| 2009 Белград   | 0                    | 0                    | 0                    | 0                    | —                    |
| 2011 Шэньчжэнь | 0                    | 0                    | 0                    | 0                    | —                    |
| 2013 Казань    | 0                    | 0                    | 0                    | 0                    | —                    |
| 2015 Кванджу   | 0                    | 0                    | 0                    | 0                    | —                    |
| 2017 Тайбэй    | 0                    | 0                    | 0                    | 0                    | —                    |
| 2019 Неаполь   | 0                    | 0                    | 0                    | 0                    | —                    |
| 2021 Чэнду     | не участвовали       | не участвовали       | не участвовали       | не участвовали       | не участвовали       |
| 2023           | Универсиада отменена | Универсиада отменена | Универсиада отменена | Универсиада отменена | Универсиада отменена |
| Всего          | 1                    | 0                    | 0                    | 1                    |                      |